# Corvara
Corvara là một đô thị thuộc tỉnh Pescara trong vùng Abruzzo Ý. Đô thị này có diện tích 13 km², dân số năm 2001 là 289 người. Các làng trực thuộc: Colli, Selva, Vicenne.
Corvara giáp các đô thị: Brittoli, Bussi sul Tirino, Capestrano (AQ), Pescosansonesco, Pietranico.